# 夕張郡
- 令制国一覧 > 北海道 (令制) > 石狩国 > 夕張郡
- 日本 > 北海道 > 空知総合振興局 > 夕張郡

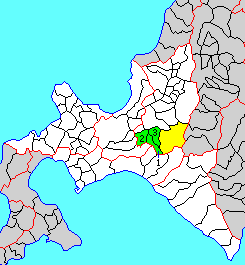
北海道夕張郡の位置（1.由仁町 2.長沼町 3.栗山町 黄：明治期）

夕張郡（ゆうばりぐん）は、北海道（石狩国）空知総合振興局管内の郡。
人口24,868人、面積506.19km²、人口密度49.1人/km²。（2025年6月30日、住民基本台帳人口）
以下の3町を含む。
- 由仁町（ゆにちょう）
- 長沼町（ながぬまちょう）
- 栗山町（くりやまちょう）

## 郡域
1879年（明治12年）に行政区画として発足した当時の郡域は、上記3町に夕張市を加えた区域にあたる。

## 歴史

### 郡発足までの沿革
江戸時代の夕張郡域は西蝦夷地に属した。夕張郡域付近には松前藩によって石狩十三場所のうち下記の四場所が開かれていた。
- 上ユウバリ場所 - 夕張川流域
- 下ユウバリ場所 - 夕張川流域
- 上カバタ場所 - 夕張川流域
- 下カバタ場所 - 夕張川流域

江戸時代後期になると、国防上の理由から文化4年夕張郡域は天領とされた。文政4年には一旦松前藩領に復したものの、安政2年再び天領となり庄内藩警固地となる。戊辰戦争（箱館戦争）終結直後の1869年8月15日、大宝律令の国郡里制を踏襲して夕張郡が置かれた。

### 郡発足以降の沿革
- 明治2年

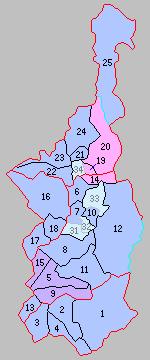
北海道一・二級町村制施行時の夕張郡の町村（1.登川村 2.角田村 3.長沼村 4.由仁村 青：区域が発足時と同じ市町村）

  - 8月15日（1869年9月20日） - 北海道で国郡里制が施行され、石狩国および夕張郡が設置される。開拓使が管轄。
  - 8月20日（1869年9月25日） - 高知藩の管轄となる（北海道の分領支配）。
- 明治4年8月20日（1871年10月4日） - 廃藩置県により再び開拓使の管轄となる。
- 明治5年
  - 4月9日（1872年5月15日） - 全国一律に戸長・副戸長を設置（大区小区制）。
  - 10月10日（1872年11月10日） - 4月に設置された区を大区と改称し、その下に旧来の町村をいくつかまとめて小区を設置（大区小区制）。
- 明治9年（1876年）9月 - 従来開拓使において随意定めた大小区画を廃し、新たに全道を30の大区に分ち、大区の下に166の小区を設けた。

- 第2大区
  - 3小区

- 明治12年（1879年）7月23日 - 郡区町村編制法の北海道での施行により、行政区画としての夕張郡が発足。
- 明治13年（1880年）3月 - 石狩郡外七郡役所（石狩厚田浜益上川樺戸雨竜空知夕張郡役所）の管轄となる。
- 明治15年（1882年）2月8日 - 廃使置県により札幌県の管轄となる。
- 明治17年（1884年）4月 - 札幌郡外五郡役所（札幌夕張空知樺戸雨竜上川郡役所）の管轄となる。
- 明治19年（1886年）1月26日 - 廃県置庁により北海道庁札幌本庁の管轄となる。
- 明治22年（1889年）1月 - 空知夕張郡役所の管轄となる。
- 明治23年（1890年） - 角田村、登川村が設村。
- 明治24年（1891年）3月 - 札幌郡外九郡役所（札幌石狩厚田浜益千歳空知夕張樺戸雨竜上川郡役所）の管轄となる。
- 明治25年（1892年） - 由仁村、長沼村が設村。
- 明治29年（1896年）6月 - 空知郡外四郡役所（空知夕張雨竜樺戸上川郡役所）の管轄となる。
- 明治30年（1897年）
  - 7月 - 空知郡外三郡役所（空知夕張雨竜樺戸郡役所）の管轄となる。
  - 11月5日 - 郡役所が廃止され、空知支庁の管轄となる。
- 明治35年（1902年）4月1日 - 北海道二級町村制の施行により、由仁村、角田村、長沼村（いずれも二級村、単独村制）が発足。（3村）
- 明治39年（1906年）4月1日 - 北海道二級町村制の施行により、登川村（二級村、単独村制）が発足。（4村）
- 明治40年（1907年）4月1日 - 角田村・長沼村が北海道一級町村制を施行。
- 大正7年（1918年）2月11日 - 登川村が町制施行・改称して夕張町（二級町）となる。（1町3村）
- 大正8年（1919年）4月1日 - 夕張町・由仁村が北海道一級町村制を施行。
- 昭和18年（1943年）
  - 4月1日 - 夕張町が市制施行して夕張市となり、郡より離脱。（3村）
  - 6月1日 - 北海道一・二級町村制が廃止され、北海道で町村制を施行。
- 昭和22年（1947年）5月3日 - 地方自治法の施行により北海道空知支庁の管轄となる。
- 昭和24年（1949年）4月1日 - 角田村が町制施行・改称して栗山町となる。（1町2村）
- 昭和25年（1950年）11月1日 - 由仁村が町制施行して由仁町となる。（2町1村）
- 昭和27年（1952年）1月1日 - 長沼村が町制施行して長沼町となる。（3町）
- 平成22年（2010年）4月1日 - 空知支庁が廃止され、空知総合振興局の管轄となる。